# الإعاقة في أفغانستان
الإعاقة في أفغانستان، تشير الإعاقة إلى الأشخاص الذين يعانون من إعاقات متفاوتة في دولة أفغانستان في آسيا، وفقًا للمسح المجتمعي للإعاقة في أفغانستان الذي أجرته مؤسسة آسيا في عام 2019، فإن حوالي 80% من البالغين في أفغانستان يعانون من أحد أشكال الإعاقة.

## الإعاقات الأكثر شيوعاً في أفغانستان
- فقدان الأطراف والاستخدام المحدود لها.

- إصابات العمود الفقري.

- صعوبات السمع.

- صعوبات الرؤية.

- صعوبة الكلام ونقل الرسائل.

- التخلف العقلي والأمراض العقلية.

## الانتشار
وفق التقديرات للأشخاص الذين يعانون من إعاقات متفاوتة في المجتمع بأفغانستان وجد:
24.6% يعانون من إعاقة خفيفة.
40.4% يعانون من إعاقة متوسطة.
13.9% يعانون من إعاقة شديدة.
بالنسبة للإعاقات الشديدة، فإن مناطق التوزيع السائدة هي الغرب (25.4٪)، والمرتفعات الوسطى (25.4٪)، والمنطقة الجنوبية الشرقية (20.5٪).

## الصعوبات
تتمثل غالبية العقبات التي يواجهها الأشخاص ذوو الإعاقات المتوسطة والشديدة في تحديات التنقل والتواصل الاجتماعي والتوظيف والتعليم.